# Орден Святого Губерта
Орден Святого Губерта (нем. Der Orden des Heiligen Hubertus) — один из старейших орденов Европы, ныне вручаемый Баварским королевским домом.

## Орден Генгебахов
Орден Горна (или орден Охотничьего Рога), как звучало его название первоначально, был основан в середине 1470-х гг. Герхардом V, герцогом Юлих-Бергским из рода Генгебахов, в память военной победы над Арнольдом Эгмонтом при Линнихе в день Св. Губерта (3 ноября 1444 года). Это сражение было самым важным в ходе второй войны за гельдернское наследство. Прообразом юлихского ордена послужил бургундский орден Золотого Руна.
Некоторые историки относят основание ордена к 1444 году, однако доказательств его существования в середине XV века не сохранилось. Св. Губерт был миссионером и епископом Льежским, по легенде, обратившимся в христианство после того, как ему явился олень с сияющим крестом между рогами, и позже признанным покровителем охотников. К 1609 г. орден угас вместе с герцогским родом Ламарков.

## Орден Виттельсбахов
В начале XVIII столетия герцогство Юлих-Бергское отошло к Иоганну Вильгельму, курфюрсту Пфальц-Нойбурга из рода Виттельсбахов, и в 1708 г. он восстановил забытый в течение ста лет орден. Иоганн Вильгельм стал гроссмейстером ордена и вручил его знаки нескольким своим придворным вместе со значительным пенсионом и условием раздать десятую часть полученных денег беднякам, а также пожертвовать на благотворительность некоторую часть суммы в день вступления в орден.
К концу XVIII в. большая часть Пфальца перешла к Баварии, и Максимилиан Иосиф IV, курфюрст Баварский, позднее ставший королём Баварии, 30 марта 1800 г. утвердил орден под названием ордена Св. Губерта, а в 1808 г. сделал его высшим баварским орденом, зарезервировав его для двенадцати рыцарей из числа знатнейших графов и баронов Баварии, а также для членов королевской фамилии и иностранных принцев. Впоследствии ограничение на число рыцарей не соблюдалось. Первоначально требовалось, чтобы до вступления в орден кавалер пробыл не менее шести лет командором ордена Баварской Короны, но позднее, в статуте 1808 г. появилось требование не состоять в других орденах, которое, впрочем, всерьез не принималось.
За швейцарский поход в числе прочих орденов ордена св. Губерта удостоен А. В. Суворов. Также орденом были награждены все российские императоры, начиная с Александра I (награждён в 1813 году).

## Описание знаков ордена
Знак в виде мальтийского белого эмалевого креста, с золотыми шариками на концах креста и пятью золотыми лучами между ними. В центральном медальоне креста на черной эмали изображена сцена со св. Губертом, слугой, его конем и собакой, а также с оленем и крестом между рогами. Все представленные фигуры выполнены из золота. Девиз ордена: «IN TRAU VAST» («Стойкий в верности»). На оборотной стороне медальона, в центре на красной ленте с текстом на латинском языке: «In memoriam recuperatae dignitalis avitae 1708» («В память возвращения достоинства предков 1708»). С обеих сторон на белой эмали изображены шкурки горностая. Знак ордена носился на красной через плечо ленте с зелеными полосками по краям у левого бедра, либо, в особо торжественных случаях, — на цепи ордена.
Ежедневно носимый знак мог украшаться камнями, но для торжественных случаев надевался знак на орденской цепи без камней.
Орденская цепь состояла вначале из маленьких охотничьих рогов, позже она стала изготавливаться из золота и насчитывала 42 звена — перемежающихся изображений со сценой св. Губерта белой эмали и монограмм девиза ордена ITV зеленой и красной эмали.
Звезда ордена восьмиконечная, шитая из серебряных нитей, позже серебряная, на звезду наложен крест, на медальоне которого помещен девиз ордена.

## Иллюстрации

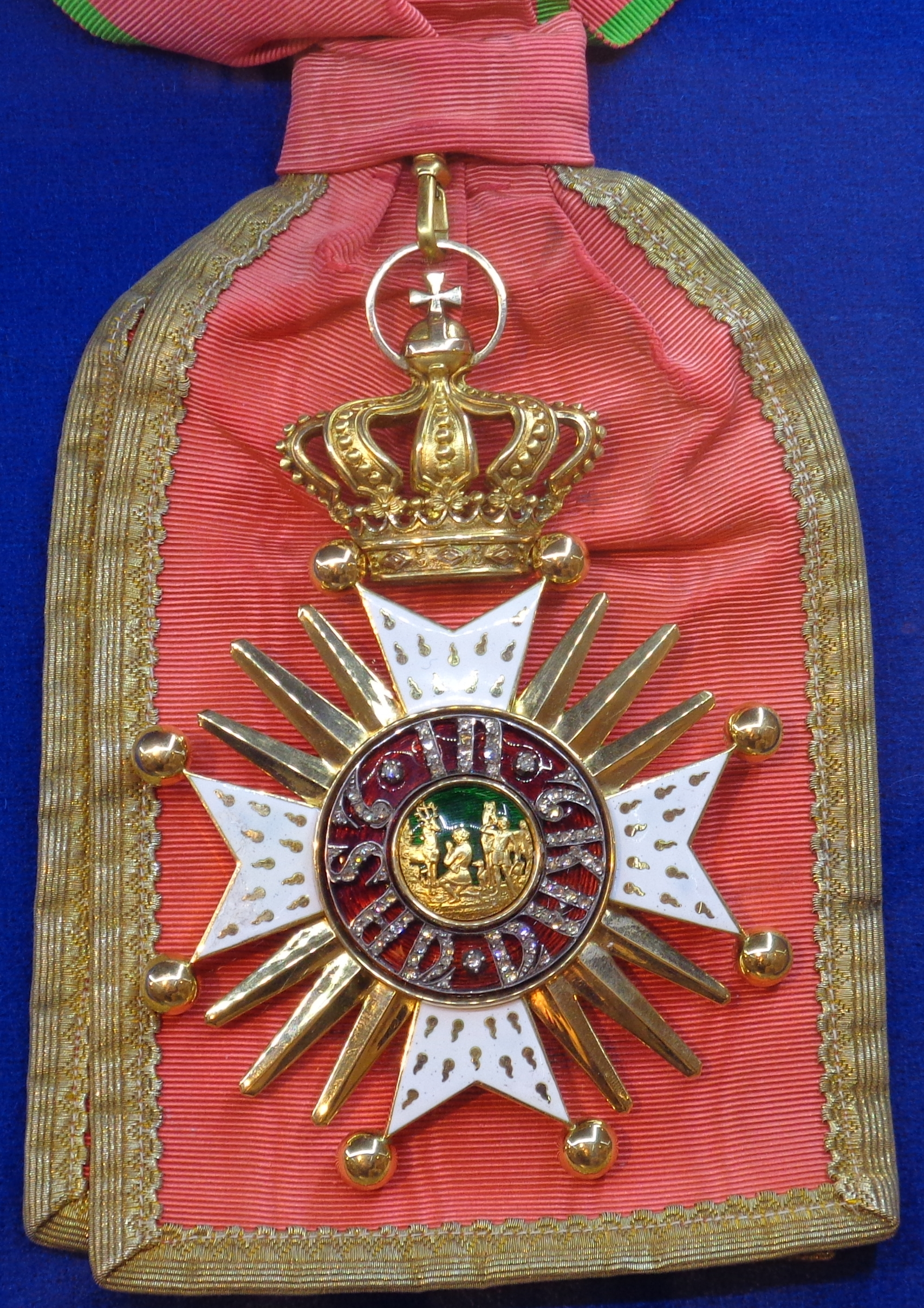
Знак ордена с лентой для монархов и принцев. Начало XX века
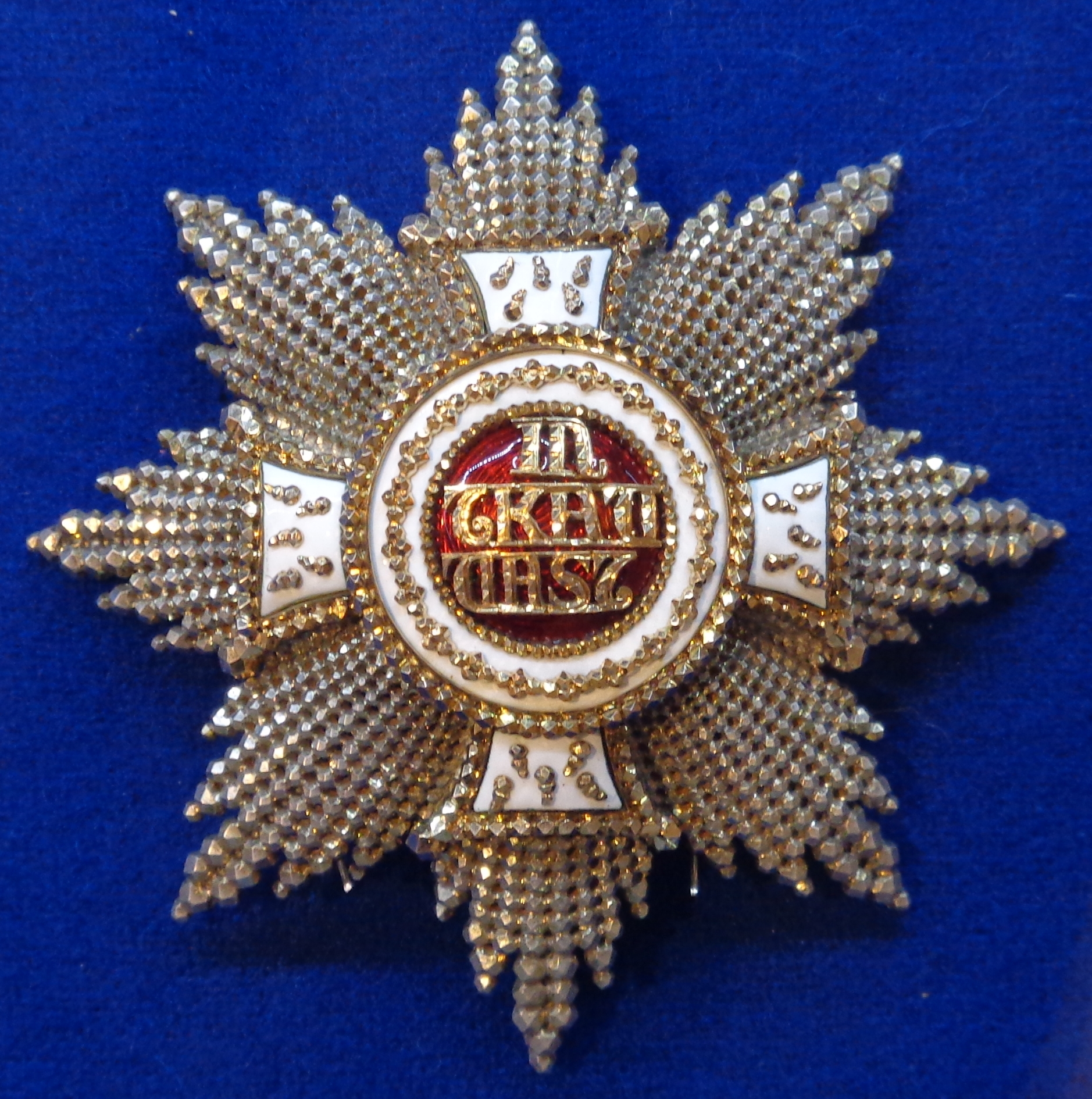
Звезда ордена. Начало XX века
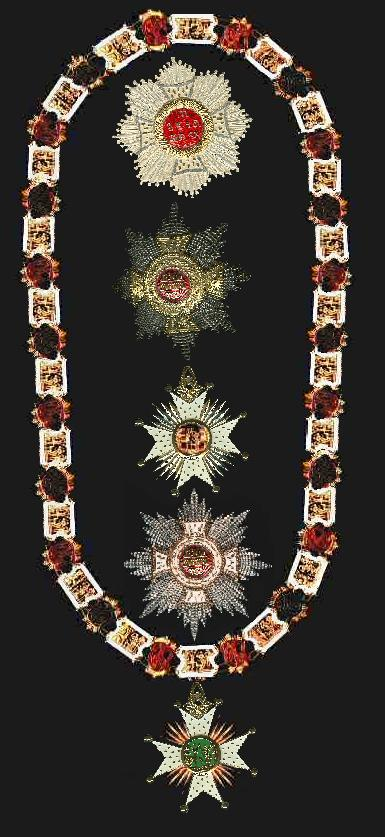
Цепь, знаки и звёзды ордена
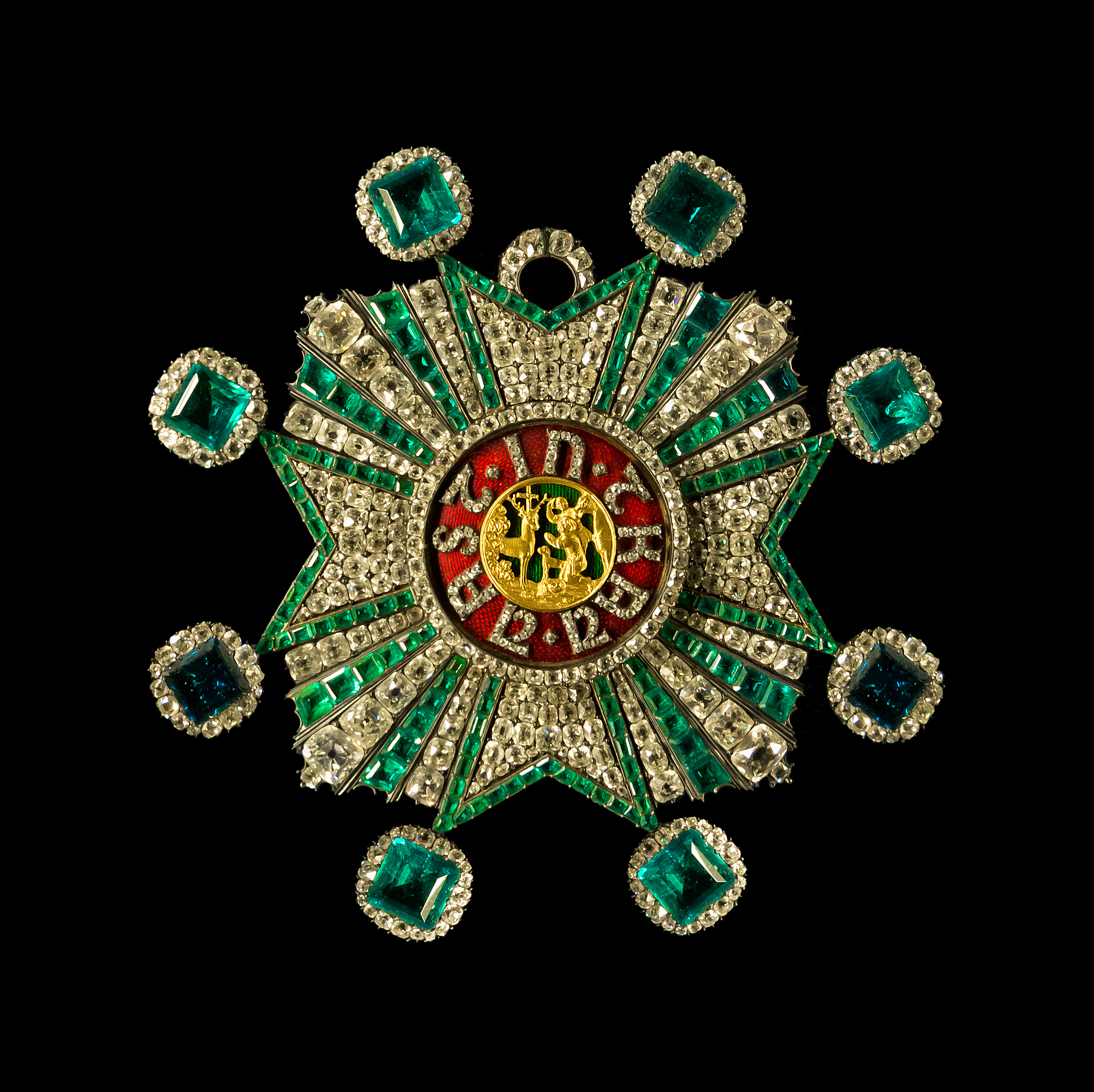
Знак ордена, украшенный драгоценными камнями. Начало XVIII века
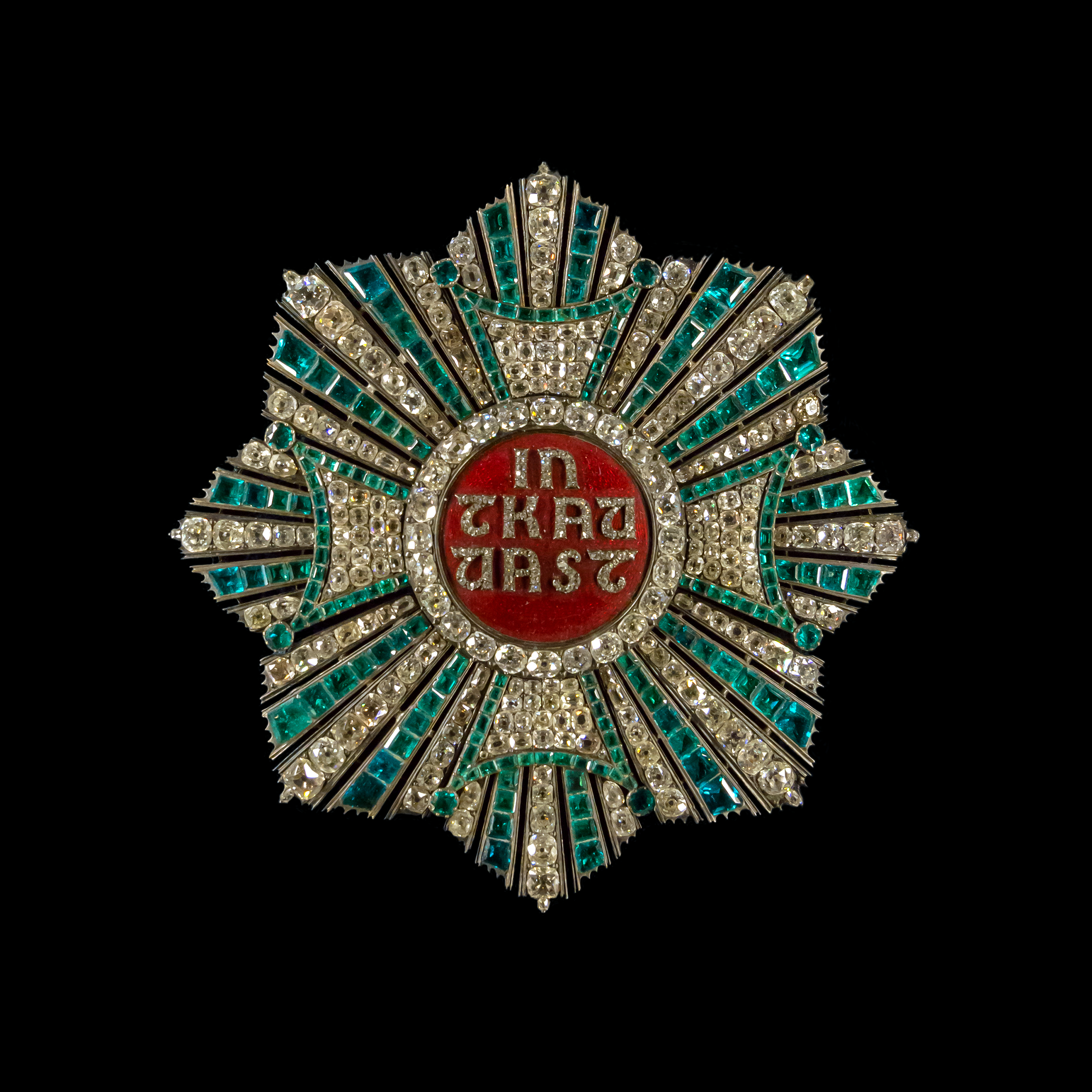
Звезда ордена, украшенная драгоценными камнями. Начало XVIII века